# 최정덕
최정덕(崔廷德, 1865년 ~ ?)은 일진회 회원을 지낸 일제강점기의 관료이다. 호는 석천(石泉)이다.

## 생애
본적지는 경상북도 대구부 해서부 장동(解西部 壯洞) 6통 5호(1923년 당시 주소이며, 현재의 대한민국 대구광역시)이다. 대한제국 시기에 한성사범학교와 관립소학교 교원을 지냈다. 1898년 독립협회의 총대위원을 맡는 등 개화파의 일원으로 활동하고 있었는데, 정치적으로는 박영효 계열이었다.
독립협회가 해산된 1899년에 폭탄 테러 사건을 일으키고, 일본으로 도피했다. 이는 독립협회 강제 해산으로 일본에 있는 박영효를 측면 지원하는 것이 불가능해지자, 고위 관료들을 폭탄으로 살해하려다 미수에 그친 사건이었다. 주범은 후에 일본에서 우범선을 암살한 고영근과 최정덕이었다.
최정덕은 국사범이 되어 8년 동안 망명 생활을 하다가 을미사변 관련자까지 모두 사면된 1907년에 일본의 힘을 업고 귀국했다. 곧바로 일진회의 총무원이 되었으며, 주임관 4등인 대한제국 중추원 부찬의에도 임명되었다. 을사조약 체결과 대한제국 군대 해산으로 각지에서 의병 운동이 일어나자 이를 탄압하기 위해 조직된 자위단원호회의 제4부 위원장도 맡아, 위원 5명을 이끌고 경상북도 지역에 파견되어 활동하기도 했다.
1908년에는 충청남도 관찰사에 임명되어 충남재판소 판사도 겸임했다. 1910년 한일 병합 조약이 체결된 직후에 조선총독부 소속의 경상북도 참여관에 임명되었다. 이듬해 경상남도 참여관으로 옮겨 1922년까지 약 11년간 경남 참여관으로 재임했다. 이 기간 중 경상남도 지방토지조사위원회에 위원으로 참여하여 총독부의 토지조사 사업을 보조한 일이 있다.
1912년에 일본 정부로부터 한국병합기념장을 수여받았으며, 1915년에는 다이쇼대례기념장을, 1920년에는 훈4등 서보장을 받았다. 1924년 정4위에 승서되었다.

## 사후
2002년 발표된 친일파 708인 명단 - 도 참여관 부문에 수록되었으며, 2008년 공개된 민족문제연구소의 친일인명사전 수록예정자 명단에서는 관료, 친일단체의 2개 부문에 포함되었다. 2007년 대한민국 친일반민족행위진상규명위원회가 확정한 친일반민족행위 195인 명단 중 관료 부문에도 들어 있다.

## 같이 보기
- 독립협회
- 일진회
- 자위단원호회

## 참고자료
- 친일반민족행위진상규명위원회 (2007년 12월). 〈최정덕〉 (PDF). 《2007년도 조사보고서 II - 친일반민족행위결정이유서》. 서울. 1082~1090쪽쪽. 발간등록번호 11-1560010-0000002-10. [깨진 링크(과거 내용 찾기)]
- 최정덕(崔廷德) - 한국학중앙연구원